# Папротня (Великопольське воєводство)
Папротня (пол. Paprotnia) — село в Польщі, у гміні Кшимув Конінського повіту Великопольського воєводства.
Населення — 655 осіб (2011).
У 1975-1998 роках село належало до Конінського воєводства.

## Демографія
Демографічна структура станом на 31 березня 2011 року:
|          | Загалом | Допрацездатний вік | Працездатний вік | Постпрацездатний вік |
| -------- | ------- | ------------------ | ---------------- | -------------------- |
| Чоловіки | 322     | 70                 | 226              | 26                   |
| Жінки    | 333     | 62                 | 206              | 65                   |
| Разом    | 655     | 132                | 432              | 91                   |